# Schulzes Ragwurz
Schulzes Ragwurz (Ophrys schulzei) ist eine Art der Gattung Ragwurzen (Ophrys) und damit der Familie der Orchideen. Sie blüht von April bis Mai.

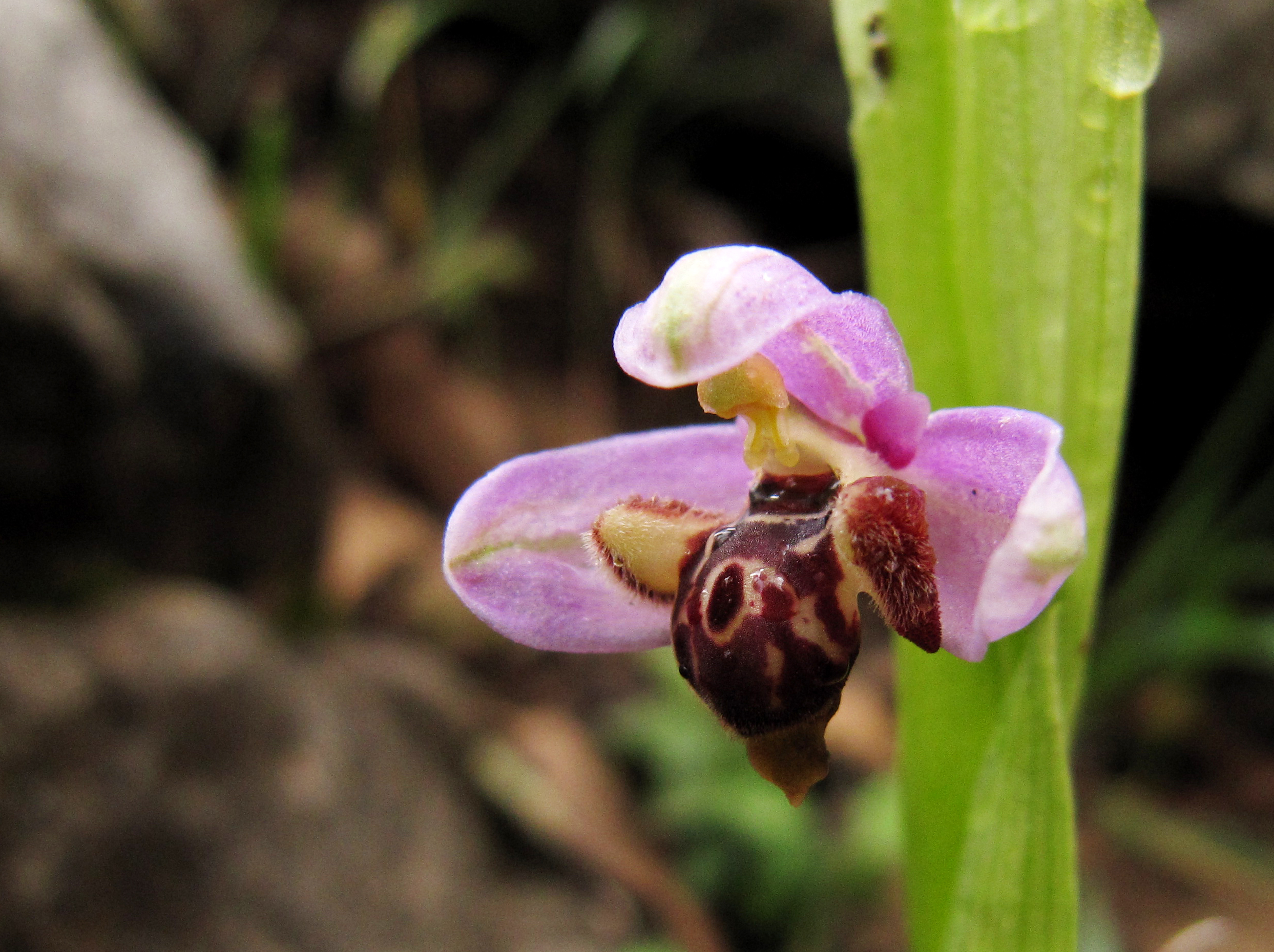
Blüte von Ophrys schulzei aus dem Libanon

## Beschreibung
Diese mehrjährige krautige Pflanze hat zwei eiförmig-kugelige Knollen als Überdauerungsorgane und erreicht Wuchshöhen zwischen 25 und 65 cm.  Am Grund des Stängels befinden sich Schuppenblätter. Vier bis fünf nicht rosettig gedrängte Laubblätter findet man in der unteren Hälfte des Stängels und ein bis zwei Hochblätter weiter oben.
Der lockere Blütenstand ist langgestreckt und umfasst vier bis zwölf Blüten. Die unteren Tragblätter sind etwas länger als die Fruchtknoten. Die stark rückwärts gerichteten Kelchblätter sind rosa-violett gefärbt, während die breit dreieckigen Kronblätter rosa erscheinen. Der Mittellappen der stark dreilappigen und behaarten Lippe ist kastanienbraun gefärbt.

## Standort und Verbreitung
Diese Orchidee bevorzugt Magerwiesen, lichte Eichenwälder und -gebüsche mit frischem, kalkhaltigen Boden in einer Höhe von 500 bis 1700 Metern Meereshöhe. Man findet diese Art in Südostanatolien. Westwärts erstreckt sich das Verbreitungsgebiet bis zum türkischen und syrischen Teil des Amanus-Gebirges. Es wurden aber auch Funde im Libanon, Irak und Iran gemeldet.

## Taxonomie
Schulzes Ragwurz wurde 1911 von Joseph Bornmüller und Hans Fleischmann in Mittheilungen des Thüringischen Botanischen Vereins neue Serie Band 28 Seite 60 als Ophrys schulzei erstbeschrieben. Die Benennung geschah zu Ehren von Max Schulze (1842–1915). Vorher hatte Schulze 1899 in der gleichen Zeitschrift eine andere neue Ophrys-Art nach Bornmüller benannt: Ophrys bornmuelleri M.Schulze.